# Вернер Блессау
Вернер Курт Гергард Блессау (нім. Werner Kurt Gerhard Blessau; 18 травня 1918 — ?) — німецький офіцер, гауптштурмфюрер резерву СС.

## Біографія
З 1 листопада 1931 по 30 січня 1938 року — член Гітлер'югенду. 15 липня 1937 року вступив в СС (посвідчення №290 636), також був членом НСДАП (квиток №3 807 016). З 4 квітня по 25 жовтня 1938 року служив в Імперській службі праці, з 1 листопада 1938 року — в 6-й роті лейбштандарту. 12 вересня 1939 року поранений і направлений у відновлювальну роту Лейбшатндарту в Берліні. З 1 квітня 1941 року служив в штабі Головного управління СС. 12 червня 1943 року як дисциплінарне покарання направлений в спецбатальйон «Дірлевангер». 7 серпня 1943 року важко поранений і переведений назад в штаб Головного управління СС,  де служив до кінця війни.

## Звання
- Обершарфюрер резерву СС (20 квітня 1941)
- Унтерштурмфюрер резерву СС (20 квітня 1942)
- Оберштурмфюрер резерву СС (20 квітня 1943)
- Гауптштурмфюрер резерву СС (30 січня 1944)

## Нагороди
- Цивільний знак СС (№172 730)
- Спортивний знак СА в бронзі
- Німецька імперська відзнака за фізичну підготовку в бронзі
- Золотий почесний знак Гітлер'югенду (№37 693)
- Медаль «У пам'ять 13 березня 1938 року» (12 березня 1939)
- Нагрудний знак «За поранення»
  - в чорному (18 лютого 1940)
  - в сріблі (1944)
- Залізний хрест
  - 2-го класу (1 червня 1940)
  - 1-го класу (8 серпня 1943)
- Медаль «У пам'ять 1 жовтня 1938 року» із застібкою «Празький град»
  - медаль (12 червня 1940)
  - застібка (19 червня 1940)
- Медаль «За Атлантичний вал» (17 вересня 1940)
- Хрест Воєнних заслуг
  - 2-го класу з мечами (1 вересня 1941)
  - 1-го класу з мечами (1944)
- Перстень «Мертва голова» (21 грудня 1941)
- Відзнака для східних народів 1-го класу в сріблі (26 червня 1943)
- Штурмовий піхотний знак в сріблі (14 серпня 1943)
- Нагрудний знак «За боротьбу з партизанами» в бронзі (1944)